# Stemmatomerinx beshearae
Stemmatomerinx beshearae är en insektsart som beskrevs av Howell och Miller 1976. Stemmatomerinx beshearae ingår i släktet Stemmatomerinx och familjen ullsköldlöss. Inga underarter finns listade i Catalogue of Life.